# Сон (река, впадает в Шира)
Сон — река на северо-западе Республики Хакасия, протекает по территории Ширинского района.
Длина — 56 км, площадь водосборного бассейна — 585 км². Принимает 5 небольших притоков общей длиной 11 км.
Берёт начало в западной части Батенёвского кряжа, впадает в озеро Шира. Половину пути протекает по залесенной горной долине; в среднем течении преобладают безлесные горные, в нижнем течении — степные ландшафты.

## Данные водного реестра
По данным государственного водного реестра России относится к Енисейскому бассейновому округу. Речной бассейн реки — Енисей, речной подбассейн реки — Енисей между слиянием Большого и Малого Енисея и впадением Ангары, водохозяйственный участок реки — Енисей от впадения реки Абакан до Красноярского гидроузла.